# 中華民國防空識別區

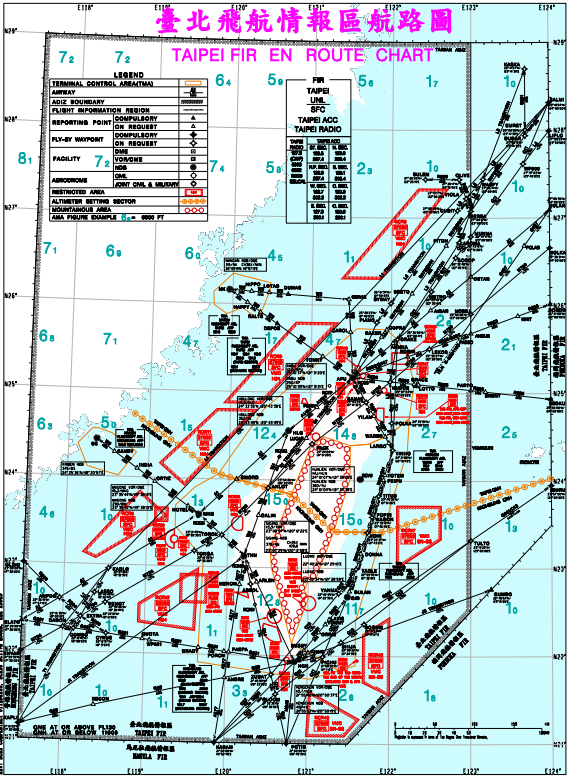
中华民国交通部民用航空局网站提供的臺北飞航情报区航路图。中華民國防空識别區与它三边重叠、大体一致，即浅灰色线条区域。红色线条区域则是中华民国方面设立的“restricted area（禁飞区）”。

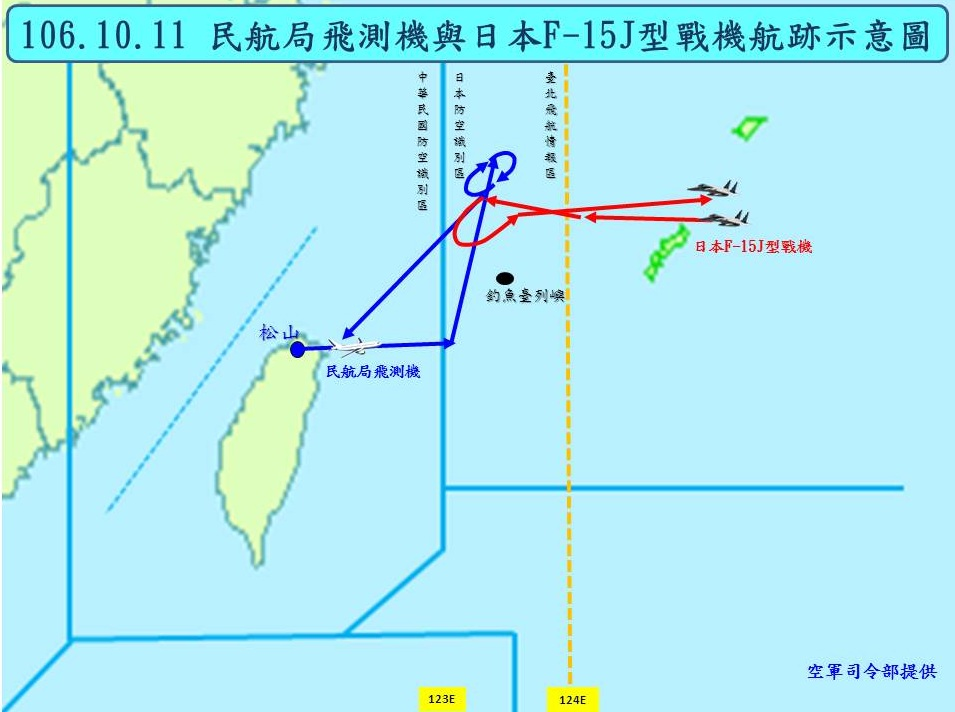
中华民国国防部空军司令部就2017年10月11日，民航局飞测机与日本F-15J型战斗机航迹所绘示意图。中华民国防空识别区位于左侧。

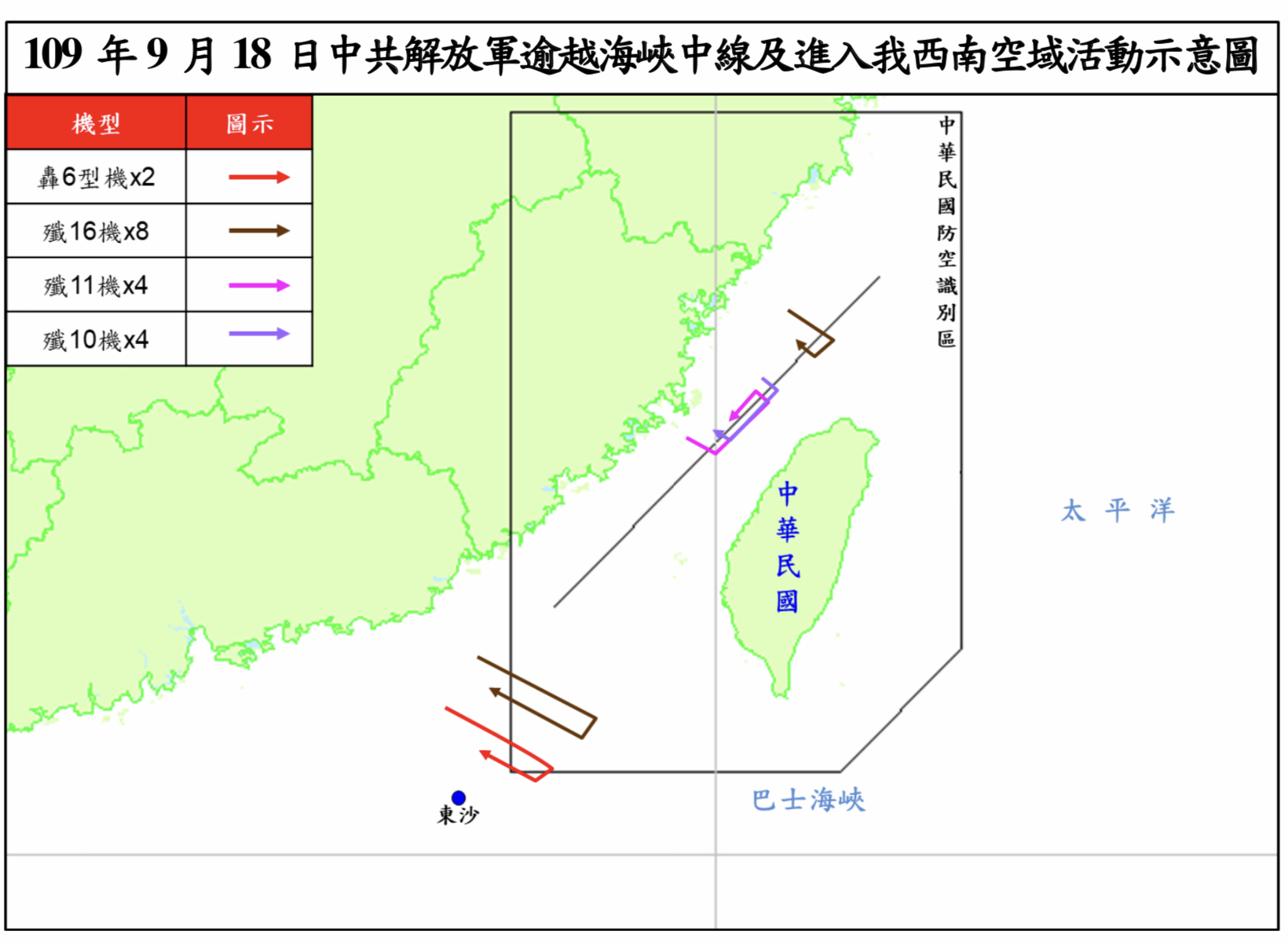
2020年9月18日，中華民國國防部公布的解放军军机进入海峡中线以西中華民國防空識別區的示意圖。

中華民國防空識别區一般认为是1950年代初，与日本、大韩民国和菲律宾的防空识别区一同由美国方面（在日美军）划定。2013年时，时任中華民國總統馬英九先后叙述，中华民国防空识别区于1952年由中华民国政府公布，或1953年由中华民国政府与美国政府共同协商制定。范围覆盖臺澎金馬、大陳島和中华人民共和国政府管辖的浙江、江西、福建三省部分和广东省极小部分，以及日本與那國島附近的日本领空。与中华人民共和国东海防空识别区:53、日本防空识别区部分重叠。
除途经此处的俄罗斯（苏联）、美国军机外。近年来，中华民国军方日常应对的、进入臺灣海峽中線以東防空识别区的军机主要来自于中华人民共和国。1950年代中共建政初期，中華民國空軍長期掌握中國大陸东南地区乃至華東地區的制空權，此后逐渐丧失:14。1999年时，解放军軍機大舉出海，中華民國在美國的要求下，中華民國空軍的活動範圍被限縮在臺灣海峽中線以東，從此之後，兩岸的空中勢力範圍，就由中國大陸海岸線退到海峽中線。2010年以来，中华民国政府部门虽在相关事宜上坚持中华民国防空识别区的完整，公开图示仍包括海峽中線以西的防空识别区，但对该区域的中华人民共和国军机活动存在自然忽略的情况。中華民國國軍透過日常监控，知晓海峡中线以西的解放军战机状况，只要不接近防空识别区的预警区，就仅监控。
有数位中华民国作者表示，目前在中华民国法律体系中，中華民國防空識别區尚无法源依据，未有明確法律授权:56:71。

## 识别区相关

### 名称
除中華民國防空識別區的名称外，中华民国方面称之为“臺灣防空識別區”或“臺灣空域”。中华人民共和国方面雖出于不承认中华民国为国家政权的政治习惯，但亦有使用“臺灣防空識別區”这一称谓:32，以及“台湾地区防空识别区”:16。
防空识别区的西南部分，称为西南防空识别区。而中華民國國防部在2020年10月的公开报告中，则以含义不同的中英文名称称呼该空域，中文为“我西南空域”，英文为则是“Taiwan’s southwestern ADIZ”。中華民國外交部新闻稿称为“臺灣西南部空域”。

### 制定者、时间
具体的制定者和时间，有不同说法。
2010年5月，中華民國外交部回应日本政府知会的新闻稿中，指中华民国防空识别区为“美軍佔領琉球期間所劃定”，“美軍以縱貫「與那國島」上空之東經123度線作為臺日間ADIZ界線，該線以東屬日本空域，以西屬臺灣空域，該界線一直沿用迄今。”日本政府“擬將「與那國島」西側12浬日本領空線外加2浬緩衝區”作为中华民国防空识别区和日本防空识别区新的交界线。这一提议，被中华民国外交部以“事涉我國主權及空域防空识别区完整”，予以拒绝。
2013年12月11日，时任中华民国总统马英九接见美國在台協會（AIT）主席薄瑞光时表示，中华民国政府在1952年公布防空识别区，2004年后，陈水扁政府缩小范围。但马英九未提及具体范围。12月26日，马英九接受《亞洲週刊》采访时，指中华民国政府与美国政府协商于1953年划定防空识别区。
此外，有1950年时由美国主导的駐日盟軍總司令制定，以及張誠的美國遠東駐軍司令部於1951年所劃定的说法。

### 范围

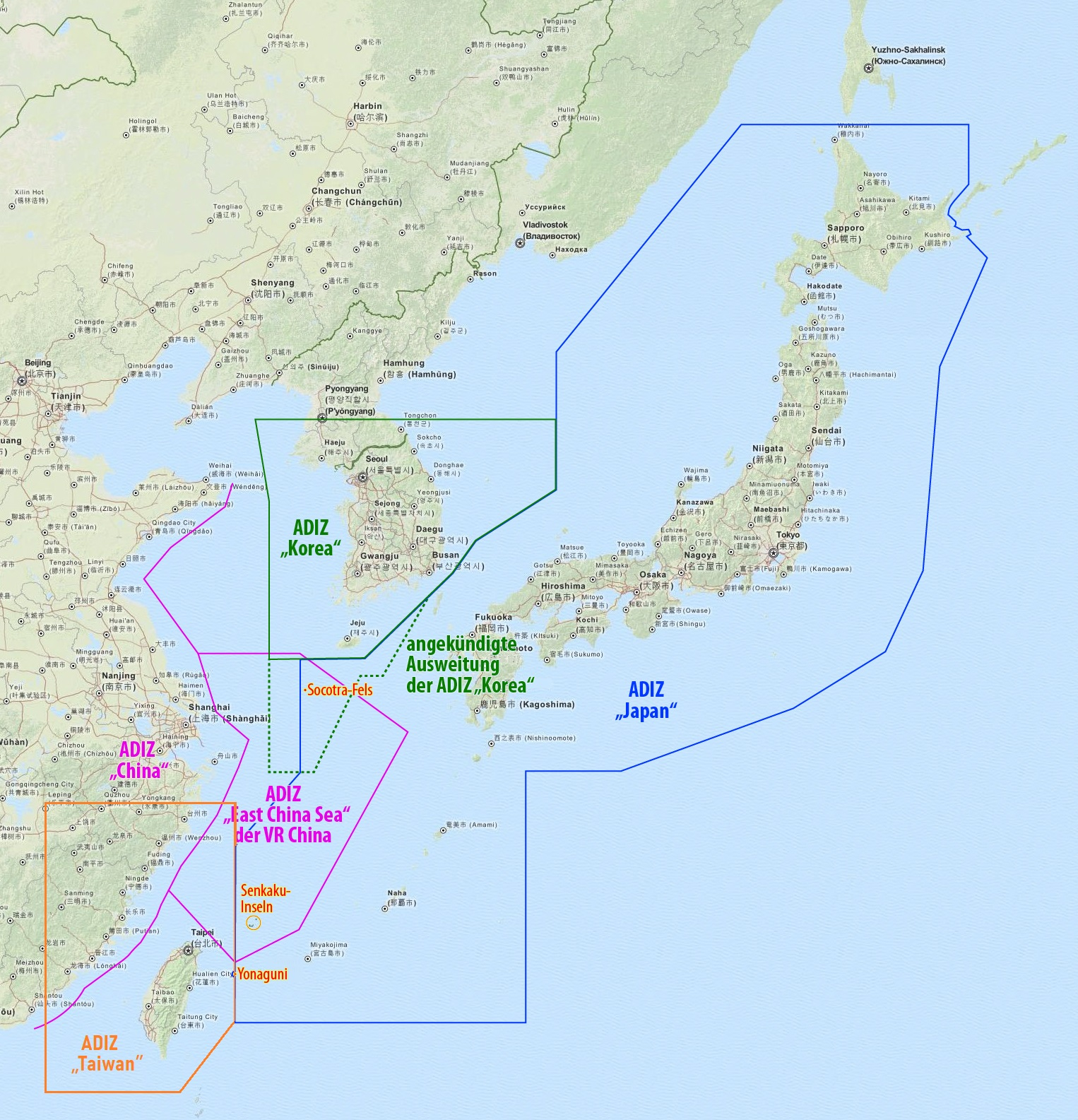
东北亚的防空识别区

最初，由于中华民国防空识别区与日本、韩国和菲律宾防空识别区同样均是在美方主导下一同划定，双方是密合的。目前，中华民国防空识别区东北部分，即臺灣海峽中線以東部分与中华人民共和国东海防空识别区重叠约2.3万平方公里:53。全部重叠区域为6.7万平方公里。在日本與那國島附近，与日本防空识别区重叠。
防空识别区为五边形，可视为四条经纬线组成的缺少右下角的长方形。除中華民國外交部提及的东经123度线外，內政部警政署下属机构和外界一般认为，另外三条经纬线分别是北纬21度线、北纬29度线、东经117.3度线。与國際民航組織在1953年划定的臺北飛航情報區重叠。1955年臺北飛航情報區东扩至东经124度线。目前，两者的西南北界仍是重合的:90。
包括唐湘龙、張誠等人，台海两岸的作者一般认为，美军选择缺少右下角，是为减少对日本和东南亚之间（第一岛链）美军航线的飞行影响:32，有减轻中华民国防空识别工作量的意图。另外，國立清華大學科技法律研究所副教授黃居正指出，中华民国防空识别区选择履盖到江西省境内是為配合美國蒐集情報要求的说法“無法得到證實:71”。
在实务和学术研究中，存在自然忽略海峡中线以西防空识别区的状况。在此背景下，2018年4月的立法院外交及國防委員會會議上，立委王定宇与國防部副部長張冠群、空軍司令部參謀長劉任遠对答时，曾指出中华民国军方所宣称的“共機沒有進到中华民国防空識別區”的说法存在“荒謬性”:139—142。
中華民國內政部警政署民防指揮管制所网站和其他作者:90提供的中华民国防空识别区界线交接点：
| No. | 东经   | 北纬  | 区域位置 | 实际地点 |
| --- | ------ | ----- | -------- | --- |
| 1.  | 123.00 | 29.00 | 最东北点 | 浙江省宁波市和台州市之间的东部海域 |
| 2.  | 123.00 | 23.00 |          | 台湾东部海域 |
| 3   | 121.30 | 21.00 |          | 台湾和菲律宾之间的海域 |
| 4.  | 117.30 | 21.00 | 最西南点 | 广东省福建省两省交界——汕头市和漳州市的南部海域。沿东经117.30度线北上，首先触及广东省汕头市南澳县的外岛——南澎列岛。南澎列岛的中澎岛在东经117.30度线东侧。东经117.30度线继续北上，则触及福建省漳州市诏安县梅岭镇的外岛——城洲岛，其后是诏安县所在的大陆。 |
| 5.  | 117.30 | 29.00 | 最西北点 | 江西省景德镇市乐平市境内，临港镇下堡村附近。 |

### 法律相关

#### 国内法
中華民國法律中，中華民國交通部制定的《飛航規則（民國103年12月31日修正）》对防空识别区做出相关规范。第2條第79款“防空識別區：指經特別指定範圍之空域，於該空域內之航空器除應遵循飛航服務相關規定外，並應符合特殊識別及（或）報告程序。”第19條“航空器進入或飛航於防空識別區時，應遵守防空識別規定。”然无明确法条使中华民国防空识别区获得法律授权:56:71。
中华民国法律条文中的关于航空器的禁止性规定实与台北飛航情報區及其限制區域相关。中華民國國防部、交通部于1970年6月发布实行，2001年9月废止的《臺北飛航情報區中外航空器飛航申請處理及管制辦法》。在台北飛航情報區完全履盖中华民国防空识别区、包括海峡中线以西区域的情况下，除中华民国军用航空器外，进入该区域的航空器均需获得批准、接受管制。该法第9條要求“中國（中华民国）空軍得派機攔截”违规航空器。现行法律法规中，《兩岸人民關係條例》第二十九條规定“大陸船舶、民用航空器及其他運輸工具，非經主管機關許可，不得進入臺灣地區限制或禁止水域、臺北飛航情報區限制區域。前項限制或禁止水域及限制區域，由國防部公告之。”1992年9月，行政院大陸委員會制定《兩岸人民關係條例施行細則》，第二章行政第四十一條规定“大陸民用航空器未經許可進入臺北飛航情報區限制區域者，執行空防任務機關依下列規定處置”，分为四类不同的限制區，可採取攔截及辨證、驅離、開槍示警、引導降落、強制驅離、嚴密監視戒備以及逼其降落等措施。同时，“臺灣、澎湖海岸線三十浬以外之區域”仅能“實施攔截及辨證後，驅離或引導降落”。在海峡中线以西的金門、馬祖、東引、烏坵等外島限制區域內，仅能“實施辨證，並嚴密監視戒備。必要時，應予示警、強制驅離或逼其降落。”两类限制區域均不包含“開槍示警”措施。
國立清華大學科技法律研究所副教授黃居正在2014年的文章，指中华民国与美国締結《中美共同防禦條約》後，即已配合國防法規建立中华民国防空识别区的说法，以及防空识别区“目前是否繼續運作，都無法得到證實:71。”國防大學政戰學院政治研究所博士候選人羅正南在2019年的文章指应由交通部民航局公告防空识别区坐标，具体不详:56。內政部警政署下属机构网站公布“臺灣防空識別區”的座标包括了海峡中线以西区域。要求“任何飛達或飛經臺灣防空識別區之航空，於五十浬前應有請求飛航報告，五浬前應直接報告查證，請求進入。五十浬前應有請求飛航報告，五浬前應直接報告查證，請求進入”。但其定义与台北飛航情報區混淆，亦未提及具体法律依据。目前，台北飛航情報區在海峡中线以西区域实质由中华人民共和国的上海飞行情报区管理。
羅正南文章指出，“我國防空識別區之劃設，並無法源依據，主管機關亦未有明確法律授權”，与中华人民共和国、美国和加拿大相比在國內法基礎上仍有不足，中华民国方面有必要針對防空識別區之劃設、座標及管制措施立法，並明確律定主管機關”:56。

#### 主權爭論
马英九执政的2010年5月，中華民國外交部处理日本政府企图变更中华民国和日本防空识别区分界线的知会时表示，“中華民國政府基於本案事涉我國主權及空域（防空识别区）完整”，予以拒绝。2013年11月，中华人民共和国政府划定与中华民国防空识别区重叠的东海防空识别区，并涉及多方主张主权的釣魚臺。对此，在野的民主進步黨主席蘇貞昌表示“防空識別區是國防主權與國防安全最重要的界線。”“不能對國防安全被侵害而不展現意志，這樣不但會被人家看不起，還會被侵門踏戶”要求總統馬英九和马英九政府强硬以对。12月，總統馬英九接受采访表示，防空識別區並無主權的涵義，亦从军事实际出发，对是否向东扩大防空别识区、纳入釣魚臺提出意见，「所以我認為大家可能誤解，認為這是主張宣布領土（领空）主權，其實並非如此」。此前9月，中華民國空軍退役中将李貴發撰文指，防空识别区是各国基于本国国家安全需求单方面划定防空识别区，不属于国际法定义的主权范畴。2014年9月，执政党国民党官方智库——國家政策研究基金會高級助理研究員吳銘彥於撰文指，“說大陸軍機闖我防空識別區是一種『侵門踏戶』、『對我主權嚴重挑釁』的行為，恐怕言過其實，並不公允，實故意混淆『防空識別區』與『領空』之不同，”别国防空识别区被外国军机闯入时，通常不视为对该国主权的侵犯。
蔡英文执政时期，中华民国政府官员和总统蔡英文将入侵防空识别区軍演，视为對國家主權的挑釁、侵擾，也是在刻意製造灰色地帶衝突（grey zone conflicts）。2020年，中华人民共和国军机进入台灣海峽中線以东的防空识别区，主要是西南防空识别区（西南空域）时，中華民國國防部称之为“挑釁、侵擾”、“侵門踏戶”，中華民國外交部称之为“公然入侵其他區域成員國的防空識別區”。执政的民主進步黨针对中华人民共和国政府“公然入侵”本国防空识别区，“呼籲不分朝野黨派應與國人共同站在一起，捍衛國家主權。”后又正告“中共當局”，“台海領空及領海，都是台灣不容妥協的主權範圍，絕不是中國解放軍的練兵場”。2020年10月，中国人民解放军飞行员在该区域飞行时，以“例行训练”回应国军的广播驱离。
輔仁大學法律學院的范聖孟在博士論文中認為，虽然防空识别区是为空域预警及敌我识别而设的区域，但不等同于领空，无主权意涵。飞行器享有飞行自由。未经通报、不明身份的飞行器进入防空识别区后，主权方虽可伴飞和监视，但在进入主权方领空前，主权方无权采取干扰、拦截、射击、击落或迫降:18等强制性措施，更禁止对民用飞行器使用武器。國防大學中校教官林士毓观点与之相反，在中華民國防空識別區与國際民航組織划定的台北飛航情報區大致重叠、林士毓自动忽略台灣海峽中線以西防空識別區的情况下，林认为“依我國航空相關管制法令及國際民航組織協議，外國航空器必須接受飛航管制，否則可以行使攔截、驅離或迫降:66”等强制措施。
中國大陸《环球飞行》杂志作者南青云認為，中华民国政府部门和社会舆论对进入台灣海峽中線以东中华民国防空识别区的中华人民共和国、俄罗斯军机有强烈抵触，称为“入侵”:18。南青云对中华民国方面的“入侵”定性亦有所质疑。2010年1月28日，俄罗斯Tu-95战略轰炸机进入中华民国防空识别区，被中华民国（台湾）媒体定性为“入侵”。他/她指媒体“如果不是出于故意炒作就是缺乏基本常识”:18。
国民党籍立委吳斯懷於2020年2月向行政院提出書面質詢，對於國防部多次公布軍機對峙，認為造成人民無端緊張必要，應避免狼來了效應。3月11日，吳斯懷再度发出書面質詢，指出繞台究竟是經過台灣『周邊空域』還是『侵犯領空』相差極大，不論美軍或共機經（繞）過台灣周邊空域，“法理上並不能算是對我國有顯著的挑釁意味”，要國防部不要誤導。國防部於3月21日发布新闻稿回应，认为中华人民共和国军机在“我周邊海空域進行四次『針對性』訓練，絕非僅『繞經或無害通過』週邊海、空域，都是『挑釁』、『威脅』的具體事證”。

## 历史与现状

### 1950—1990年代
1953年，中華民國政府重返国际民航组织。同年，国际民航组织划定与中華民國防空識別區北西南三边重合、后东扩一个经度的台北飛航情報區。1950年代，在美国和中华民国军事实力优于中华人民共和国的情况下。中华民国政府“关闭”台湾海峡，掌握整个中国东南地区及华南地区的制空权，并进出中国大陆本土进行轰炸、掃射、侦察等任务。新华社公布的数据，仅1954年初至1958年6月期间，国军對東南沿海要地和軍事設施轟炸、掃射達400多次，偵察飛機達3100架次:14。1958年初，解放军空军、海军航空兵方才进驻福建。当年，双方空军展开一系空战。虽然中國大陸方面有觀點宣称於1958年，解放軍取得东南地区的制空权，但双方空战持续至1960年代。解放军海军在1974年突破中华民国在台湾海峡的军事封锁，1976年突破第一岛链。但解放军空军则长期被限缩于中國大陆本土之上，军机不得出海，軍機出海就被中华民国方面視為挑釁。
1972年，日本与中华人民共和国建交，与中华民国断交。双方因此在于1974年4月至1975年8月间断航。1974年4月21日下午4時起，日本飞机正式被禁止进入台北飛航情報區與中華民國防空識別區。断航之初，參謀總長賴名湯与民航局長毛瀛初曾商討，预备派機攔截飞经此空域的日本飞机。
苏联军机飞行海参崴至越南金兰湾航线，即所谓的“東京急行”，途经台湾东部海域的中华民国防空识别区时，中华民国军机则“起飛監控一路隨同”或拦截。这也是其它沿途国家对待苏联军机的常规作法:17—18。

### 1990—2010年代
进入1990年代後，中华人民共和国军事实力持续增强。1995年與1996年的台灣海峽飛彈危機中，解放军已有藉演習出海的紀錄，1999年兩國論危機發生，解放军軍機大舉出海，甚至直衝海峽中線，引發高度緊張。中華民國在美國的要求下，中華民國空軍的活動範圍被限縮在海峽中線以東，從此之後，兩岸的空中勢力範圍，就由中國大陸海岸線退到海峽中線，中华民国丧失海峡中线以西空域的控制权。中华民国空军对东南沿海地区的侦巡亦在1990年代末结束。
2010年1月28日，一架俄罗斯Tu-95战略轰炸机短暂的进入中华民国防空识别区，引发“台湾空防是否疏漏”的疑虑。实际上，与苏联类似，俄罗斯军机在2007年恢复:16—17飞行库页岛或海参崴至越南航线:33，而途经中华民国防空别区的东南部分，是为常见现象。美国军机亦通过此空域飞行菲律宾。美俄军机亦或反方向，飞进东海。
2011年至2013年10月，台南IDF战机升空拦截进入中华民国防空识别区东南部分的不明军机为30架次。2013年11月23日，中华人民共和国政府宣布划定东海防空识别区。东海军情升高，台南IDF战机升空次数增加至160架次。“经目视识别美、俄军机都有，主要仍是俄军TU-95、美军P-3C、EP-3C”。同月下旬，中华民国军方对立委说明中，提及两岸防空识别区重迭区域面积为6.7万平方公里。12月2日，立法院关于东海防空识别区的专案报告中，中华民国军方提及的两岸防空识别区重迭区域面积从6.7万平方公里降至2.3万平方公里，引发立委是否自我限缩的质疑。同时，立委建议军方派军机前往中华民国防空识别区的R8空军训练区进行实弹炸射，向中华人民共和国方面显示“中华民国不吃这一套”。时任中華民國國防部部長的严明说，眼下为避免无谓升高事端，反应上不需要这么激烈。2日晚间，中华民国国防部表示，两岸防空识别区在海峡中线以东重迭面积为2.3万平方公里，“国军训练正常操演，没因大陆作为而有所退让”。同月11日，时任中华民国总统马英九表示中国大陸所公布的防空識別區，跟1952年所公布的防空識別區，一共有兩萬三千平方公里的重疊，2004年以前的防空識別區比現在大，當時是民進黨政府執政，把航空識別區縮小到目前的規模。

### 2020年起

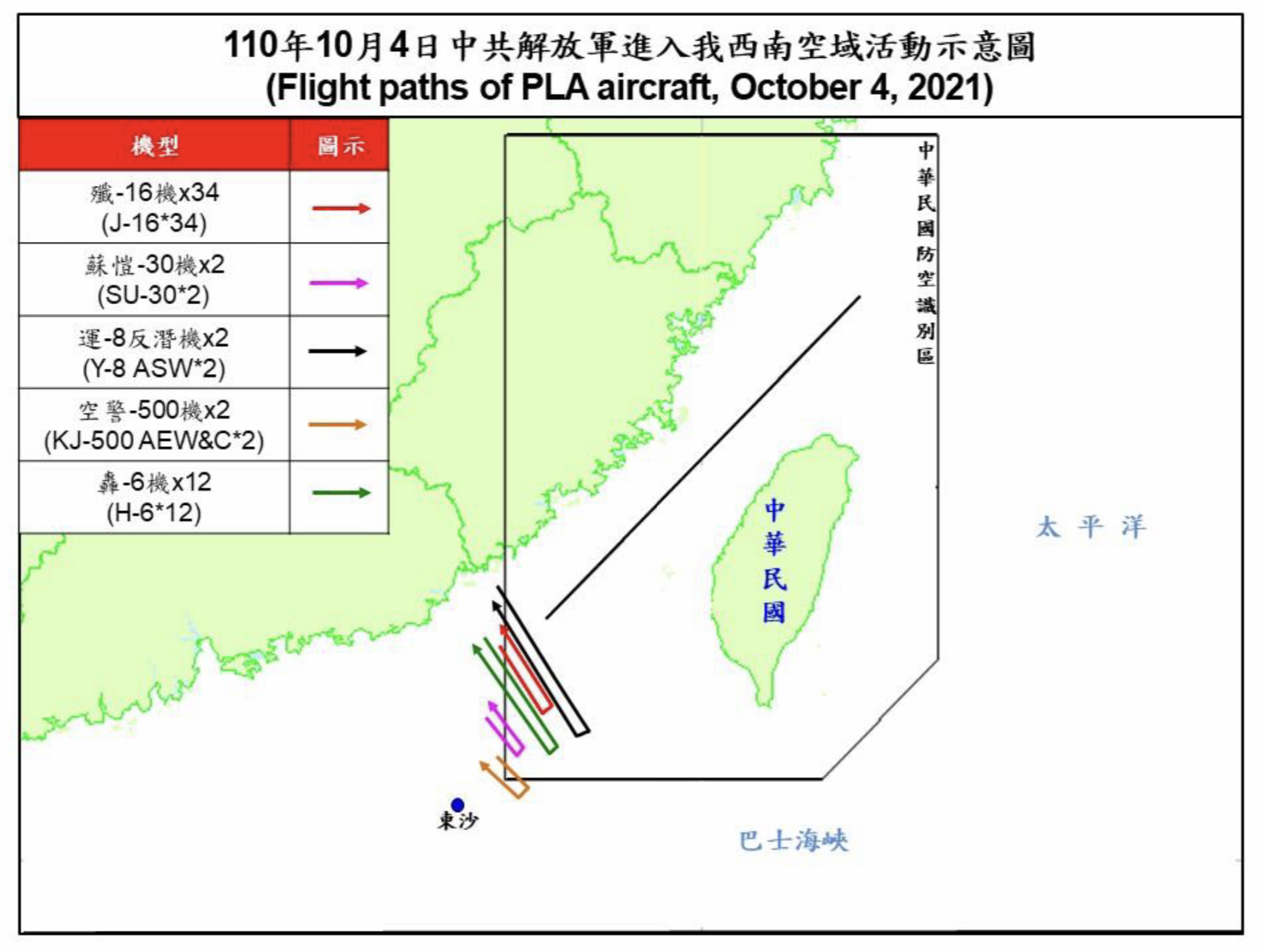
2021年10月4日，解放军軍機进入西南空域，共52架次，數量為史上最多。

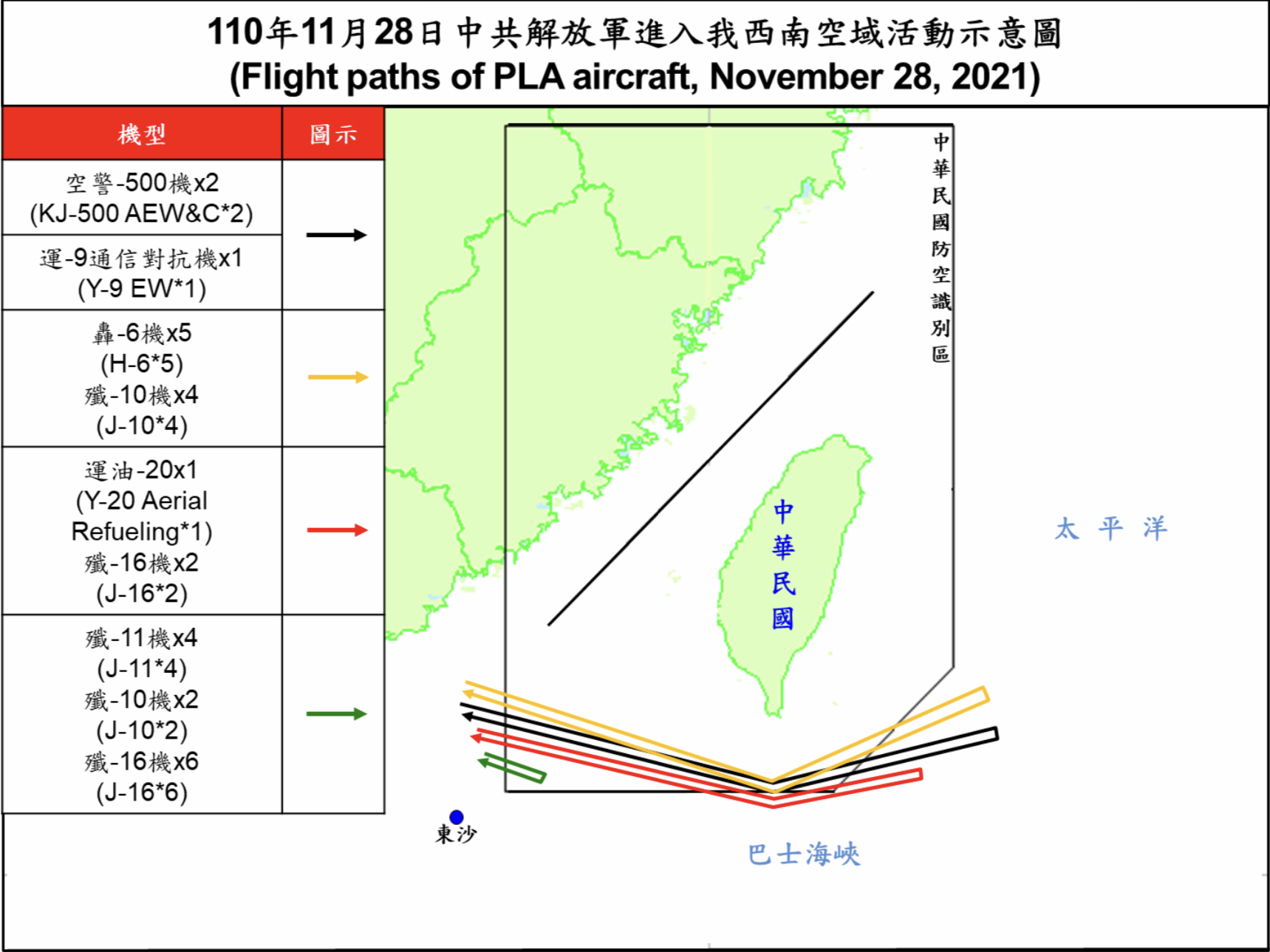
2021年11月28日，解放军軍機进入西南空域，編組最完整的一次。

2016年起，解放军开始不定期绕台湾岛巡航。2020年时，解放军军机時常繞過海峡中线南端，進入西南空域。中華民國國防部公开报告显示，中华民国空军应以“派遣空中巡邏兵力應對、廣播驅離、防空飛彈追監”进行应对。
2020年9月18日，解放军否认海峡中线的存在。10月7日5时许，进入海峡中线以东空域飞行的解放军飞行员在广播回应中，自称为“例行训练”，要求中华民国空军不要干扰“我正常行动”。7日上午，中華民國國防部部長嚴德發在立法院外交及國防委員會報告並備詢时表示，“今年初到目前為止，共253架次共機侵擾台灣防空識別區，其中202架次共機侵台灣西南防空識別區。此外，今年迄今共有49架次共機逾越台灣海峽中線……為1990年以來最高的數目。”而“為攔截監偵共軍侵擾，今年截至目前止，海空軍耗費成本約新台幣312億元。據統計，所耗費成本已占2020年度国防預算3580億元]的8.7%”。对于民進黨籍立委趙天麟詢問当日解放军飞行员相关事宜，嚴德發表示“台灣視其為挑釁、侵擾，國軍都有相關程序，希望共軍有所節制。”
10月，中华民国海军前舰长吕礼诗接受德国之声采访时表示，“‘中国主要目的，是要否定台湾周边海域，造成一种台海内海化的事实……为了要慢慢营造这个事实，先要否定海峡中线，完全不承认台湾划定的防空识别区，藉由否定过去惯例，压缩台湾空域。’”而前海基会董事长洪奇昌在6月的撰文则指，“中共解放軍動作頻頻，既是針對我國，但更著眼於北京的亞太區域戰略布局。我政府與社會必須審慎應對，但媒體與論者也不宜因此宣傳恐慌。”同时，他指出解放军军机“自台灣北部經宮古海峽或自台灣南部經巴士海峽穿越第一島鏈進入西太平洋菲律賓海海域的行動”都必然经过海峡中线以东的中华民国防空识别区。

## 备注
1. 1 2  因未提及具体时间，中华民国外交部新闻稿中[1]的“美軍”是指1952年4月之前、以美军为主体的同盟国占领军，还是駐日美軍，不得而知。另有制定者是駐日盟軍總司令的说法[3]。
2. ↑  广东省汕头市南澳县外岛南澎列岛的一部分（中澎岛及以东）在东经117.30度线东侧，属中华民国防空识别区范围。在臺北飞航情报区与中华民国防空识别区重叠的情况下，属香港飞航情报区的東沙群島（東沙島）不在范围内。广东省是否有其它海岛在范围内，不得而知。
3. ↑  俄罗斯[7]:33和苏联[2]军机曾飞行的库页岛或海参崴至越南（金兰湾）航线会途经中华民国防空识别区（臺湾东部海域[8]:18），即所谓的“東京急行”。
4. 1 2  2013年12月11日[4]，时任中華民國總統馬英九曾说「區內到目前為止也沒發現有大陸的飛機進來」。已自然忽略海峽中線以西防空识别区日常存在的中华人民共和国军机。
5. 1 2  2013年12月2日报道中[22]，时任中華民國國防部部長的严明说，“中日两国军机都没有进入臺湾的防空识别区，仅美国军机有通过，而美国在承认臺湾防空别区下，有向臺湾方面通报”。已自然忽略海峽中線以西防空识别区日常存在的中华人民共和国军机。
6. ↑  2013年12月2日报道[13]原文：国防部常务次长沈一鳴中将表示，国军监控海峡中线以西的情况，只要对岸有起飞就可以知道是什么战机，但只要不接近识别区的预警区，就只做监控。2018年4月立法院外交及國防委員會會議上，空軍司令部參謀長劉任遠表示，“在那塊區域[海峡中线以西的防空识别区]，也是有在我們的監控範圍。”[14]:140
7. ↑  类似案例，可参见：涉台用语。
8. 1 2  林士毓文章[43]:66提及，在台北飛航情報區設置防空識別區，而台北飛航情報區“面積廣達17萬6千平方浬”，已忽略台灣海峽中線以西区域。
9. ↑  2013年12月26日报道[2]原文：對是否有必要重新劃設防空識別區，馬總統說，防空識別區並無主權的涵義，是為空域的預警及識別所用而設的區域，並不表示宣布防空識別區，即具有領土主權[……]他表示，如果要擴大，釣魚臺的位置較為特殊，目前中華民國防空識別區要向東增加2度才能將釣魚臺列嶼劃入，而劃入的目的為何？凡有任何國家的飛機經過釣魚臺列嶼上空，中華民國都要起飛攔截，是否有此必要？『所以我認為大家可能誤解，認為這是主張宣布領土主權，其實並非如此』，總統說[……]
10. ↑  2020年9月11日，针对频繁进入西南防空识别区的中华人民共和国军机，蔡英文在脸书发文“嚴正警告”，表示「『國土主權，我們寸步不讓』，國防安全24小時確保中，請國人放心」[35]。10月6日，蔡英文在屏東視導负责空中預警、潛艦偵查行等任务的空軍第六混合聯隊时表示，「當國人面對中共的文攻武嚇……展現我們『國土主權、寸土不讓；民主自由、堅守不退」』的信念」[36]。
11. ↑  相关报道原文[41]：10月7日上午5点20分，中国解放军军机再度进入台湾西南空域，在台湾照例广播驱离时，罕见以广播回应并称台湾为“台湾地区”，更称该飞行为“例行训练”。在媒体曝光的录音档案中，台湾空军广播告知解放军已进入西南防空识别区，要求“立即回转脱离”时，解放军广播回应: “台湾地区，我是中国人民解放军，正在进行例行训练，请不要干扰我正常行动！”全话重复两次。
12. ↑  林士毓文章[43]:66未提及“行使攔截、驅離或迫降”权利所依据的中华民国法律条文。國際民航組織（ICAO）標準下的飛航管制流程亦不涉及“行使攔截、驅離或迫降”。
13. ↑  1967年1月，台海空战双方在金门空域发生最后一场空战——一一三空战。